# Nutrioso (Arizona)
Nutrioso es un lugar designado por el censo ubicado en el condado de Apache en el estado estadounidense de Arizona. En el Censo de 2010 tenía una población de 26 habitantes y una densidad poblacional de 32,7 personas por km².

## Geografía
Nutrioso se encuentra ubicado en las coordenadas 33°57′5″N 109°12′21″O / 33.95139, -109.20583. Según la Oficina del Censo de los Estados Unidos, Nutrioso tiene una superficie total de 0.8 km², de la cual 0.8 km² corresponden a tierra firme y (0%) 0 km² es agua.

## Demografía
Según el censo de 2010, había 26 personas residiendo en Nutrioso. La densidad de población era de 32,7 hab./km². De los 26 habitantes, Nutrioso estaba compuesto por el 84.62% blancos, el 0% eran afroamericanos, el 0% eran amerindios, el 0% eran asiáticos, el 0% eran isleños del Pacífico, el 3.85% eran de otras razas y el 11.54% pertenecían a dos o más razas. Del total de la población el 3.85% eran hispanos o latinos de cualquier raza.